# Blangy-sur-Bresle
Blangy-sur-Bresle je kraj in občina severozahodne francoske regije Zgornje Normandije. Kraj je leta 2009 imel 3.000 prebivalcev.

## Geografija
Kraj leži na levem bregu reke Bresle.

## Administracija
Blangy-sur-Bresle je sedež istomenskega kantona, v katerega je vključenih 19 občin z 10.803 prebivalci : Aubermesnil-aux-Érables, Bazinval, Blangy-sur-Bresle, Campneuseville, Dancourt, Fallencourt, Foucarmont, Guerville, Hodeng-au-Bosc, Monchaux-Soreng, Nesle-Normandeuse, Pierrecourt, Réalcamp, Rétonval, Rieux, Saint-Léger-aux-Bois, Saint-Martin-au-Bosc, Saint-Riquier-en-Rivière, Villers-sous-Foucarmont.

## Pobratena mesta
- Apégamé (Togo)